# Спаси меня, Святой Георгий
«Спаси меня, Святой Георгий» (порт. Salve Jorge) — бразильский прайм-тайм сериал телекомпании «Глобу» по сценарию Глории Перес, известной российскому зрителю по теленовеллам «Клон» и «Дороги Индии». 5 февраля 2018 года показ сериала в России стартовал на телеканале «Ю». 28 февраля 2018 года канал «Ю» прекратил трансляцию сериала из-за низких рейтингов, показав всего 36 серий. Остальные серии доступны на официальном сайте канала.

## О сериале
Сценаристка вновь обратилась к своей любимой, культурной, теме. Местом действия стала Турция, а точнее регион Каппадокия. По легенде именно здесь родился Святой Георгий Победоносец, который и дал название теленовелле. Именно к нему обращаются герои этой истории. Ведь по сюжету главная героиня попадает в настоящее рабство. Как известно, Глория Перес старается в каждом своем телесериале освещать актуальные социальные проблемы. На этот раз сценаристка решила обратиться к проблеме международной работорговли и незаконному трафику людей.

## В ролях
- Нанда Коста — Морена
- Родригу Ломбарди — Тео Гарсиа
- Клаудиа Райя — Ливия
- Джованна Антонелли — Эло (Элоиза)
- Тотия Мейрелес — Ванда
- Домингос Монтаньер — Зийа
- Антониу Каллони — Мустафа
- Зезе Полесса — Берна
- Летисия Спилер — Антония
- Наталия ду Вале — Аида
- Далтон Виг — Карлос
- Алешандре Неру — Стенио
- Клео Пирес — Бьянка
- Тамми Миранда — Лохана/Джо
- Вера Фишер — Ирина
- Каролина Дикманн — Джессика